# Saut en longueur masculin aux Jeux olympiques d'été de 1956
Pour un article plus général, voir Athlétisme aux Jeux olympiques d'été de 1956.
Navigation
Helsinki 1952 Rome 1960
L'épreuve du saut en longueur masculin aux Jeux olympiques de 1956 s'est déroulée le 24 novembre 1956 au Melbourne Cricket Ground de Melbourne, en Australie. Elle est remportée par l'Américain Greg Bell.

## Résultats

### Finale
| Rang               | Athlète                | Pays             | Essais | Essais | Essais | Essais | Essais | Essais | Marque |
| Rang               | Athlète                | Pays             | 1      | 2      | 3      | 4      | 5      | 6      | Marque |
| ------------------ | ---------------------- | ---------------- | ------ | ------ | ------ | ------ | ------ | ------ | ------ |
| Médaille d'or      | Greg Bell              | États-Unis       | 6.98   | 7.83   | 7.77   | X      | -      | 7.16   | 7.83 m |
| Médaille d'argent  | John Bennett           | États-Unis       | 7.68   | 7.61   | X      | -      | X      | -      | 7.68 m |
| Médaille de bronze | Jorma Valkama          | Finlande         | 7.11   | X      | 7.48   | 7.07   | 7.22   | 7.00   | 7.48 m |
| 4                  | Dmitriy Bondarenko     | Union soviétique | 7.44   | X      | 7.13   | X      | 6.89   | 6.99   | 7.44 m |
| 5                  | Karim Olowu            | Nigeria          | 7.28   | 6.77   | 7.36   | 6.42   | X      | 6.91   | 7.36 m |
| 6                  | Kazimierz Kropidlowski | Pologne          | 7.27   | 6.92   | 7.30   | 6.95   | 7.03   | 6.94   | 7.30 m |
| 7                  | Neville Price          | Afrique du Sud   | X      | 7.28   | X      |        |        |        | 7.28 m |
| 8                  | Oleg Fedoseyev         | Union soviétique | X      | 7.25   | 7.27   |        |        |        | 7.27 m |
| 9                  | Roy Cruttenden         | Royaume-Uni      | 7.15   | X      | 6.96   |        |        |        | 7.15 m |
| 10                 | Henryk Grabowski       | Pologne          | X      | X      | 7.15   |        |        |        | 7.15 m |
| 11                 | Ken Wilmshurst         | Royaume-Uni      | 7.14   | 7.06   | 7.05   |        |        |        | 7.14 m |
| 12                 | Fermín Donazar         | Uruguay          | X      | X      | 6.57   |        |        |        | 6.57 m |
| 13                 | Igor Ter-Ovanesyan     | Union soviétique | X      | X      | X      |        |        |        | NM     |

## Légende
Records et Performances
- AR : Record continental (area record)
- CR : Record des championnats (championship record)
- MR : Record du meeting (meet record)
- NR : Record national (national record)
- OR : Record olympique (olympic record)
- PR : Record paralympique (paralympic record)
- PB : Record personnel (personal best)
- SB : Meilleure performance personnelle de la saison (season's best)
- WL : Meilleure performance mondiale de l'année (world leader)
- WJR : Record du monde junior (world junior record)
- WR : Record du monde (world record)

Circonstances et Conditions
- DNF : N'a pas terminé (did not finish)
- DNS : N'a pas pris le départ (did not start)
- DQ : Disqualification (disqualification)
- NM : Aucun essai valable enregistré (No Mark)
- Q : Qualifié « directement » au prochain tour (ou à la prochaine compétition), lors d'une compétition majeure, grâce au classement ou à la réalisation des minima (automatic qualifier)
- q : Qualifié au prochain tour (ou à la prochaine compétition), lors d'une compétition majeure, grâce au repêchage ou à la réalisation de l'une des meilleures performances parmi celles des « non qualifiés directement » (grâce au meilleur temps ou à la meilleure distance par exemple) (secondary qualifier)